# 罗拉快跑
《疾走羅拉》（德語：Lola rennt），是一部由湯姆·提克威爾于1998年出品的德國電影。法蘭卡·波坦特飾演羅拉。

## 簡介
《疾走羅拉》採用了不同於傳統電影的非線性敘事方式，影片共分三段，每段約20分鐘，講述的雖然都是同一個時段內發生的事，但是由於一些細微的不同，使得每段故事有了不同的發展與結局。

## 劇情
蘿拉和曼尼是住在柏林的一對20多歲的年輕戀人。曼尼是一個不務正業的小混混，有一天他惹了一個天大的麻煩：竟然將走私得來的10萬馬克贓款遺失在地鐵內，而他的老大在20分鐘後，就要來拿回這筆錢。曼尼必須在20分鐘內，將此筆巨款找回，否則他的小命將不保。
蘿拉開始跑，經過樓梯裡的小孩跟狗，經過孕婦，經過腳踏車，差點撞上市長的車，來到了爸爸工作的銀行。此時，爸爸正在跟情婦談到要不要生下小孩。蘿拉衝進門，要求父親給他錢，父親大怒，說蘿拉根本就不是他的親生女兒。被趕出門的蘿拉死命的跑，跑到超市的對街呼喊曼尼。曼尼並沒有聽到，拿了槍就走進超市搶劫，蘿拉隨後進入幫忙曼尼搶了10萬馬克。雖然搶劫成功，但離開時警察已經趕到，開槍殺了蘿拉。
劇情重新開始，蘿拉開始跑，樓梯間的孩子伸出了腳害蘿拉滾下去。她繼續跑，踩上市長的車跳過，來到爸爸工作的銀行。情婦在裡面坦承孩子不是他的，因為他都只顧自己的家庭。看到蘿拉來到，情婦跟爸爸都沒給她好臉色。走出門外，蘿拉轉身拿了警衛的槍，走進去挾持自己的爸爸到外面拿錢。錢拿到手，但警方居然已經在外面駐守了。幸好警察以為蘿拉是人質，便把她帶到旁邊去。蘿拉再跑，到了超市的對街呼喚曼尼。曼尼看到她很開心，走過街來，在路中間被疾駛而過的救護車撞死。
劇情再次重新開始，蘿拉開始跑，狗叫，她跳過狗繼續下樓。市長的車本來要出來，因為差點撞上蘿拉停住，逃離了前兩次撞車的命運。來到銀行，爸爸搭著市長的車走了。蘿拉查看週遭，看到了賭場，便走進去把身上的100馬克換成籌碼。同時間，曼尼看到了騎著腳踏車的流浪漢，開始追去。畫面回到蘿拉，她在輪盤單押20號，居然連莊中，贏到的錢超過10萬克；曼尼也追上了流浪漢，把錢拿了回來。當蘿拉到時，曼尼已經把錢交給老大。兩人快樂地離去，曼尼問蘿拉包包裡裝的是什麼。